# Elvin Bishop
Elvin Bishop (21 de outubro de 1942, Glendale, Califórnia) é um cantor e guitarrista norte-americano de blues e rock.
Elvin Bishop cresceu numa fazenda próxima de Elliott, Iowa. Sua família mudou-se para Tulsa, Oklahoma, quando ele tinha 10 anos.
Seu maior hit é "Fooled around and fell in love", lançado em 1975 e 1976. A gravação apresentou Mickey Thomas como vocalista e Donny Baldwin como baterista. A canção foi aproveitada em 2008 como trilha sonora do filme "Harold & Kumar Escape from Guantanamo Bay". Integra ainda a trilha sonora do blockbuster Guardiões da Galáxia, de 2014.